# 6386 Keithnoll
6386 Keithnoll este un asteroid care intersectează orbita planetei Marte.

## Descriere
6386 Keithnoll este un asteroid care intersectează orbita planetei Marte. Asteroidul prezintă o orbită caracterizată de o semiaxă mare de 2,27 ua, o excentricitate de 0,30 și o înclinație de 8,7° în raport cu ecliptica.